# Mario Brega
Mario Brega, all'anagrafe Florestano Brega (Roma, 25 marzo 1923 – Roma, 23 luglio 1994), è stato un attore italiano.
Nel corso della carriera è stato impegnato in ruoli diversi: è ricordato prevalentemente per le interpretazioni drammatiche, sotto la regia di Sergio Leone nella trilogia del dollaro, e per i ruoli comici nei film di Carlo Verdone.

## Biografia
Di estrazione popolare, figlio del falegname ed ex atleta olimpico nei 5.000 e 10.000 metri Primo Brega e di Giuseppina Gheppi, dopo aver lavorato come macellaio, esordisce nel cinema come caratterista, avvalendosi della sua corporatura imponente (1,93 m per 110 kg di peso) e dell'aspetto burbero: nella prima fase si ricorda la sua partecipazione al film La marcia su Roma (1962) di Dino Risi, in cui interpreta il ruolo del fascista Marcacci, detto il Mitraglia, e il piccolo ma cupo ruolo di ergastolano in Detenuto in attesa di giudizio (1971) con Alberto Sordi. Appassionato di pugilato, interpreta un piccolo ruolo di manager nell'episodio La nobile arte del film grottesco I mostri (1963) di Dino Risi.
Con Sergio Leone recita nei ruoli di Chico in Per un pugno di dollari (1964), di El Niño in Per qualche dollaro in più (1965) e del caporale dell'esercito nordista Wallace in Il buono, il brutto, il cattivo (1966). In Per un pugno di dollari e in Buffalo Bill - L'eroe del Far West recita con lo pseudonimo di Richard Stuyvesant. In quest'ultimo film fu protagonista di una scazzottata, dietro le quinte, con l'attore Gordon Scott. Brega, lamentando dell'eccessivo "realismo" dei colpi inferti dall'attore americano, colpì Scott con un pugno al volto facendolo cadere a terra. Recita anche il ruolo di uno dei quattro sicari che vanno alla ricerca di Noodles (Robert De Niro) nel teatro cinese, all'inizio di C'era una volta in America. Dopo un fortuito incontro in casa di Sergio Leone, fu scelto da Carlo Verdone per recitare in alcuni ruoli tipici del romano, dove il suo innato umorismo romanesco ha regalato frasi che sono diventate celebri. 
Tifoso della Lazio, Brega muore per infarto a Roma il 23 luglio 1994, nella sua casa al quartiere Marconi, dove viveva; è sepolto nel cimitero del Verano. Rimasto nell'immaginario collettivo, Mario Brega è citato da diversi artisti italiani, come nella canzone Supercafone di Piotta del 1999, quale archetipo di rozzezza; nella canzone White Gangsta dell'album Non dormire di Noyz Narcos e nella canzone Cali di tensione di Frankie hi-nrg mc nell'album La morte dei miracoli. Nella raccolta di storie brevi a fumetti di Zerocalcare, si immagina un concorso letterario detto "Premio Brega", parodia del premio Strega.
Il 25 marzo 2023, in occasione del centenario della sua nascita, Roma Capitale e il Municipio Roma XI lo celebrano con una targa commemorativa posta in via Oderisi da Gubbio n. 18, nel quartiere Marconi, dove visse per oltre trent'anni. All'evento pubblico hanno partecipato, oltre ai familiari di Mario Brega, l'attore e regista Carlo Verdone, il sindaco di Roma Roberto Gualtieri e il presidente del Municipio Roma XI Gianluca Lanzi.

## Filmografia

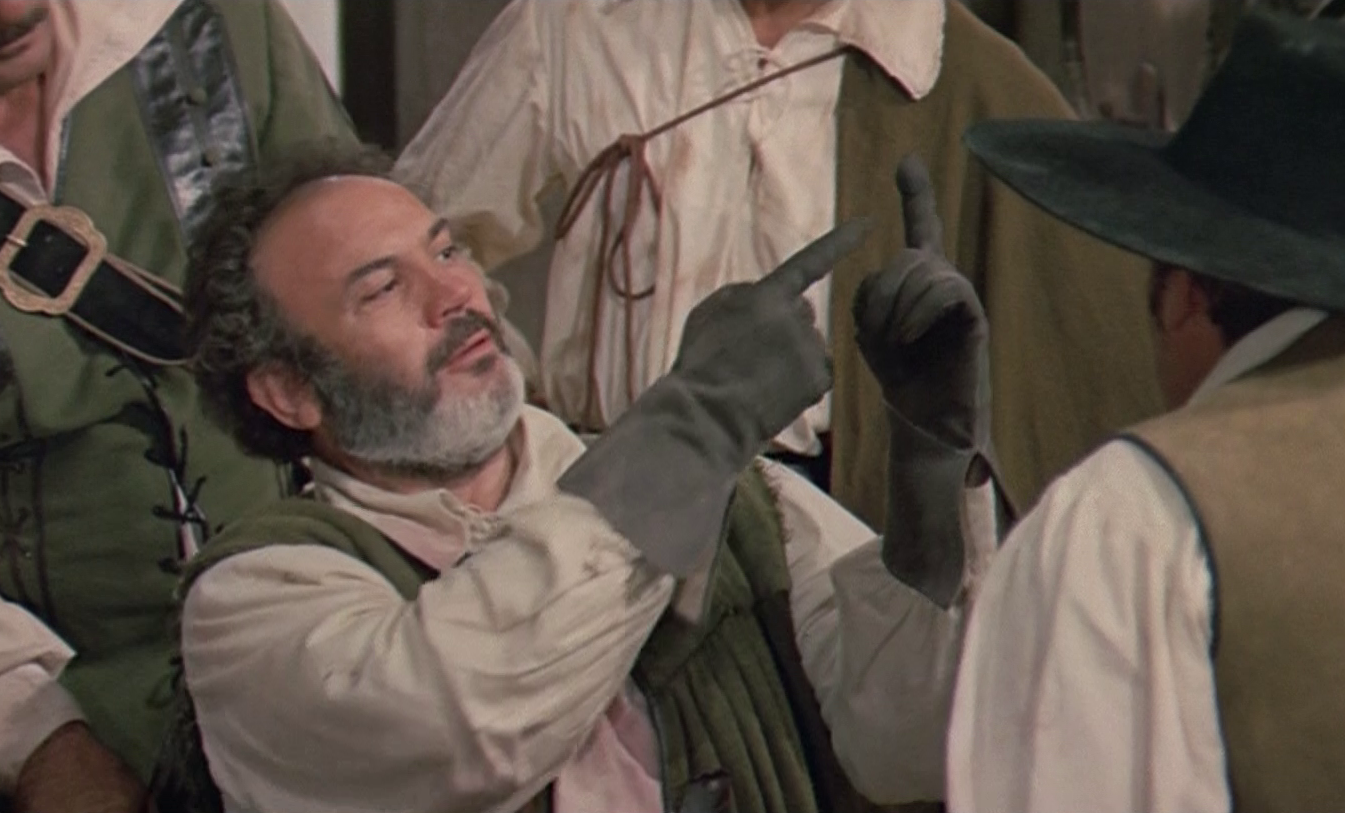
Brega in Da Scaramouche or se vuoi l'assoluzione baciar devi sto... cordone! (1973)

- Violenza sul lago, regia di Leonardo Cortese (1954)[5]
- Guardia, guardia scelta, brigadiere e maresciallo, regia di Mauro Bolognini (1956)
- L'uomo di paglia, regia di Pietro Germi (1958)
- Il mondo dei miracoli, regia di Luigi Capuano (1959)
- Un giorno da leoni, regia di Nanni Loy (1961)
- Spedizione punitiva, episodio di Cronache del '22, regia di Moraldo Rossi (1961)
- Giorno per giorno, disperatamente, regia di Alfredo Giannetti (1961)
- Diciottenni al sole, regia di Camillo Mastrocinque (1962)
- I motorizzati, regia di Camillo Mastrocinque (1962)
- La marcia su Roma, regia di Dino Risi (1962)
- La parmigiana, regia di Antonio Pietrangeli (1963)
- Uno strano tipo, regia di Lucio Fulci (1963)
- Le ore dell'amore, regia di Luciano Salce (1963)
- Il fornaretto di Venezia, regia di Duccio Tessari (1963)
- La nobile arte, episodio de I mostri, regia di Dino Risi (1963)
- Via Veneto, regia di Giuseppe Lipartiti (1964)
- Se permettete parliamo di donne, regia di Ettore Scola (1964)
- Due mafiosi nel Far West, regia di Giorgio Simonelli (1964)
- Per un pugno di dollari, regia di Sergio Leone (1964)
- Buffalo Bill - L'eroe del Far West, regia di Mario Costa (1964)
- Per qualche dollaro in più, regia di Sergio Leone (1965)
- Un angelo per Satana, regia di Camillo Mastrocinque (1966)
- The Bounty Killer, regia di Eugenio Martín (1966)
- Il buono, il brutto, il cattivo, regia di Sergio Leone (1966)
- Omicidio per appuntamento, regia di Mino Guerrini (1967)
- Da uomo a uomo, regia di Giulio Petroni (1967)
- La più grande rapina del West, regia di Maurizio Lucidi (1967)
- Un minuto per pregare, un istante per morire, regia di Franco Giraldi (1967)
- Si muore solo una volta, regia di Giancarlo Romitelli (1967) (non accreditato)[6]
- I diamanti che nessuno voleva rubare, regia di Gino Mangini (1968)
- Il suo nome gridava vendetta, regia di Mario Caiano (1968)
- Tenderly, regia di Franco Brusati (1968)
- La morte bussa due volte (Blonde Köder für den Mörder), regia di Harald Philipp (1968)
- Il grande silenzio, regia di Sergio Corbucci (1968)
- Una lunga fila di croci, regia di Sergio Garrone (1969)
- La taglia è tua... l'uomo l'ammazzo io!, regia di Edoardo Mulargia (1969)
- Il divorzio, regia di Romolo Guerrieri (1970)
- New York-Parigi per una condanna a morte (Cannabis), regia di Pierre Koralnik (1970)
- Cose di Cosa Nostra, regia di Steno (1971)
- Se t'incontro t'ammazzo, regia di Gianni Crea (1971)
- Bello, onesto, emigrato Australia sposerebbe compaesana illibata, regia di Luigi Zampa (1971)
- Detenuto in attesa di giudizio, regia di Nanni Loy (1971)
- Decameron nº 2 - Le altre novelle del Boccaccio, regia di Mino Guerrini (1972)
- Sotto a chi tocca!, regia di Gianfranco Parolini (1972)
- Le mille e una notte... e un'altra ancora!, regia di Enrico Bomba (1972)
- Da Scaramouche or se vuoi l'assoluzione baciar devi sto... cordone!, regia di Gianfranco Baldanello (1973)
- Anche gli angeli mangiano fagioli, regia di Enzo Barboni (1973)
- Il mio nome è Nessuno, regia di Tonino Valerii (1973)
- Basta con la guerra... facciamo l'amore, regia di Andrea Bianchi (1974)
- Anche gli angeli tirano di destro, regia di Enzo Barboni (1974)
- I sette del gruppo selvaggio, regia di Gianni Crea (1975)
- Quant'è bella la Bernarda, tutta nera, tutta calda, regia di Lucio Dandolo (1975)
- Simone e Matteo - Un gioco da ragazzi, regia di Giuliano Carnimeo (1975)
- Due cuori, una cappella, regia di Maurizio Lucidi (1975)
- Un genio, due compari, un pollo, regia di Damiano Damiani (1975)
- Il conto è chiuso, regia di Stelvio Massi (1976)
- La banda del trucido, regia di Stelvio Massi (1977)
- Il gatto, regia di Luigi Comencini (1977)
- Il giocattolo, regia di Giuliano Montaldo (1979)
- Un sacco bello, regia di Carlo Verdone (1980)
- Bianco, rosso e Verdone, regia di Carlo Verdone (1981)
- Una vacanza del cactus, regia di Mariano Laurenti (1981)
- Pierino la peste alla riscossa!, regia di Umberto Lenzi (1982)
- Borotalco, regia di Carlo Verdone (1982)
- Pè sempe, regia di Gianni Crea (1982)
- Il mago, episodio di Occhio, malocchio, prezzemolo e finocchio, regia di Sergio Martino (1983)
- Vacanze di Natale, regia di Carlo Vanzina (1983)
- Amarsi un po'..., regia di Carlo Vanzina (1984)
- Sogni e bisogni, regia di Sergio Citti (1984)
- C'era una volta in America, regia di Sergio Leone (1984)
- Troppo forte, regia di Carlo Verdone (1986)
- Asilo di polizia (Detective School Dropouts), regia di Filippo Ottoni (1986)
- Montecarlo Gran Casinò, regia di Carlo Vanzina (1987)
- Crack, regia di Giulio Base (1991)

## Doppiatori
- Renato Turi in Buffalo Bill, l'eroe del Far West, Per un pugno di dollari, Per qualche dollaro in più, Il buono, il brutto, il cattivo
- Glauco Onorato in Giorno per giorno, disperatamente, Omicidio per appuntamento, Il conto è chiuso, La banda del trucido
- Corrado Gaipa in Il suo nome gridava vendetta, La morte bussa due volte
- Leonardo Severini in I mostri, La taglia è tua... l'uomo l'ammazzo io
- Sergio Fiorentini in Da Scaramouche or se vuoi l'assoluzione baciar devi sto... cordone!, Due cuori, una cappella
- Carlo Romano in El precio de un hombre
- Vittorio Sanipoli in La più grande rapina del West
- Michele Malaspina in Da uomo a uomo
- Enzo Tarascio in Un angelo per Satana
- Riccardo Garrone in Occhio, malocchio, prezzemolo e finocchio
- Alessandro Sperlì in La marcia su Roma
- Nino Vingelli in Diciottenni al sole
- Gianni Musy in Una vacanza del cactus
- Ferruccio Amendola in La parmigiana
- Renato Mori in Il giocattolo
- Mario Bardella in Sotto a chi tocca!
- Roberto Bertea in Un minuto per pregare, un istante per morire